# Minuetto K 1f
Il Minuetto K 1f è un brano musicale per clavicembalo composto da Wolfgang Amadeus Mozart prima del 1764.

## Descrizione
La partitura di questa composizione si trova nel cosiddetto Nannerl Notenbuch, un piccolo quaderno che Leopold Mozart utilizzava per insegnare musica ai suoi figli.
Si tratta di un breve brano in 3/4 nella tonalità di Do maggiore, composto da due sezioni di otto battute ciascuna, entrambe con i segni di ripetizione (secondo lo schema ||:A:||:B:||). La composizione inizia con un'anacrusi di due crome.
Una certa affinità tematica e strutturale ha indotto taluni musicologi a ritenere che questa composizione sia strettamente legata con il Minuetto K 1, del quale potrebbe essere il trio.